# Europeiska gröna partiet

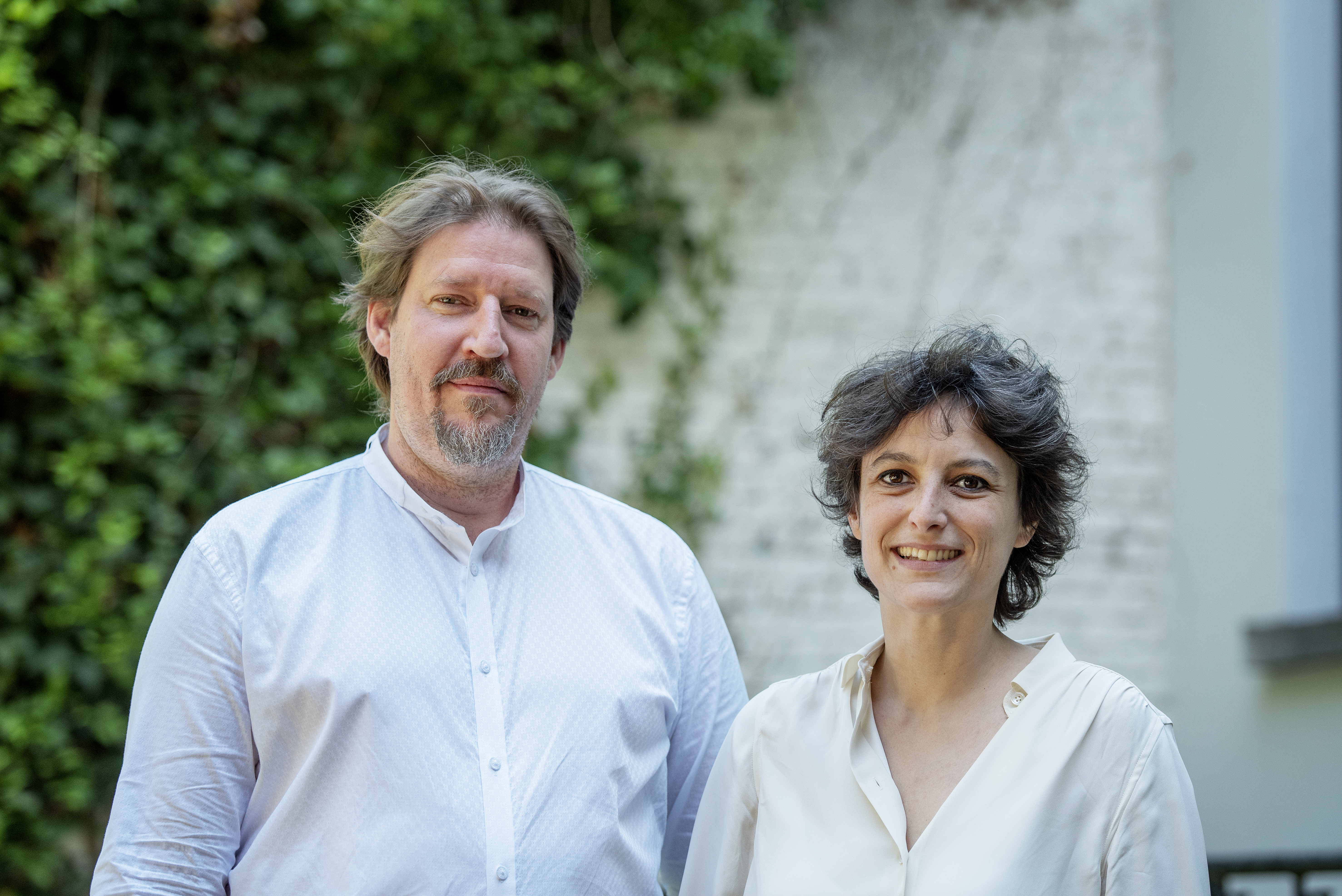
Mélanie Vogel och Thomas Waitz (2022)

Europeiska gröna partiet (EGP), eller enbart Europeiska gröna, är ett grönt europeiskt parti, grundat den 21 februari 2004. I vardagligt språk benämns partiet ofta bara som "Europas gröna". Inför Europaparlamentsvalet 2004 var partiet det första som bedrev en enhetlig kampanj i hela unionen.
Partiet har sina rötter i de mer lösare sammansatta organisationerna som existerade mellan 1979 och 2004. 1993 bildades en federation av europeiska gröna partier, som 2004 omformades till det nuvarande europeiska partiet.
I Europaparlamentet samarbetar partiet med Europeiska fria alliansen genom partigruppen Gruppen De gröna/Europeiska fria alliansen (G/EFA). Gruppen är den fjärde största i parlamentet.
Partiet saknar däremot representation i Europeiska rådet och Europeiska kommissionen. Trots att partiet har mer än hälften så många Europaparlamentariker som det tredje största partiet, Europeiska liberala, demokratiska och reformistiska partiet (ELDR), har EGP inga ledamöter i kommissionen och ingen stats- eller regeringschef i rådet tillhör partiet. Den enda stats- eller regeringschefen inom EU som någonsin har tillhört EGP är den tidigare lettiske premiärministern Indulis Emsis. Han satt emellertid på sin post under en mycket kort period; från mars 2004 till december 2004.
Europeiska gröna partiet har dock upplevt ett ökat stöd i Europaparlamentsvalen sedan det första valet 1979.
EGP har ett eget ungdomsförbund, Europeiska gröna partiets ungdomsförbund. Det är en paraplyorganisation som omfattar de ungdomsförbund som tillhör partierna i EGP.
Mélanie Vogel och Thomas Waitz är partiledare, eller "språkrör", för EGP.
Den 20 juli 2017 erhöll Europeiska gröna partiet status som ett europeiskt parti av myndigheten för europeiska politiska partier och europeiska politiska stiftelser enligt det nya regelverk som trädde i kraft 2017.

## Historia

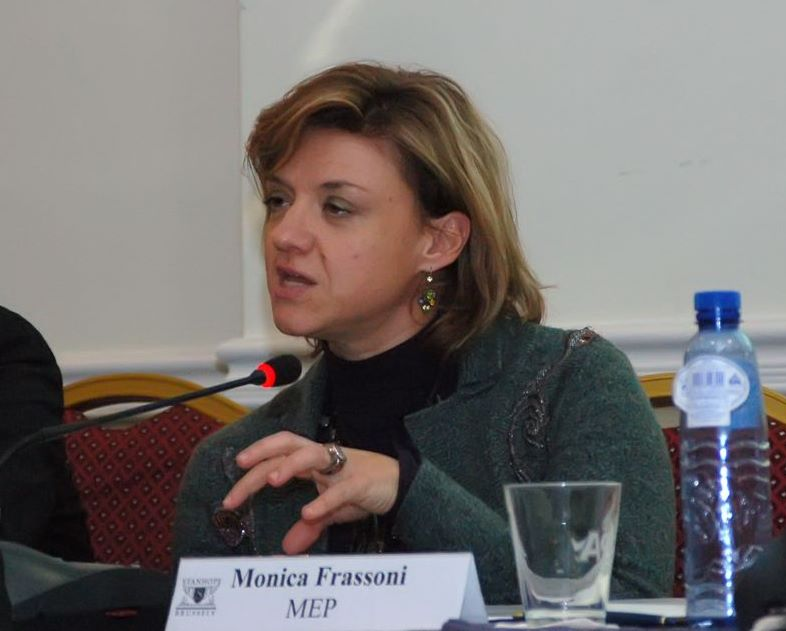
Monica Frassoni var gruppledare för G/EFA fram till 2009.

Innan bildandet av Europeiska gröna partiet 2004 organiserade sig de europeiska gröna partierna på olika sätt. Mellan 1979 och 1993 samarbetade de i en lösare organisation, som 1993 ombildades till en federation. Det var dock först i början av 2004 som de gröna partierna bildade ett europeiskt parti. Inför Europaparlamentsvalet 2004 organiserade partiet en gemensam valkampanj.
Efter Europaparlamentsvalet 1999 hade de gröna samarbetat med Europeiska fria alliansen genom Gruppen De gröna/Europeiska fria alliansen i Europaparlamentet. Samarbetet fortsatte både efter valet 2004 och valet 2009. 2002 valdes Monica Frassoni och Daniel Cohn-Bendit till gruppledare. De återvaldes på posterna 2004, 2005 och 2007. 2009 ersattes Monica Frassoni av Rebecca Harms, eftersom Frassoni misslyckades med att bli återvald i Europaparlamentsvalet 2009.
Även partiledarskapet delas mellan två personer. Partiledare för Europeiska gröna partiet är Monica Frassoni och Reinhard Bütikofer.

## Ideologi och politik

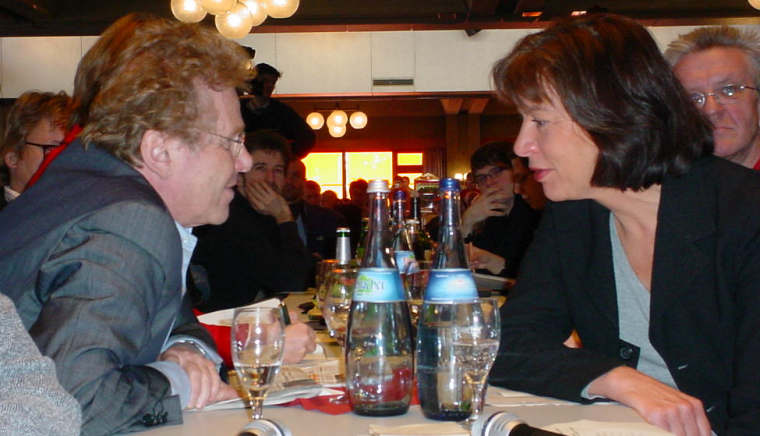
Daniel Cohn-Bendit och Rebecca Harms, tidigare ledare för G/EFA.

Europeiska gröna partiet består av medlemspartier som anammat grön ideologi som huvudideologi. Partiet lägger stor tyngdpunkt på hållbar utveckling och ekonomisk tillväxt som sker i samklang med miljövänlig utveckling. I sitt manifest "A Green New Deal for Europe" inför Europaparlamentsvalet 2009 uttryckte partiet bland annat en önskan om att ge fler arbetstillfällen genom att satsa mer pengar på utveckling av grön teknologi och andra insatser som krävs för att ställa om samhället i en mer hållbar riktning. På så sätt hoppades partiet att både finanskrisens efterföljder och miljöproblemen skulle kunna lösas i en och samma åtgärd.
Partiet är generellt sett positivt inställt till EU, och flera av dess medlemspartier förespråkar mer federalism och överstatlighet, inte minst för att på ett mer effektivt sätt kunna bekämpa miljöproblem. Till exempel säger det tyska partiet Allians 90/De gröna sig vara det mest pro-europeiska partiet i Tyskland. Dock återfinns även mer euroskeptiska partier inom EGP, främst svenska Miljöpartiet, som fram till 2008 ville att Sverige skulle lämna EU.

## Struktur

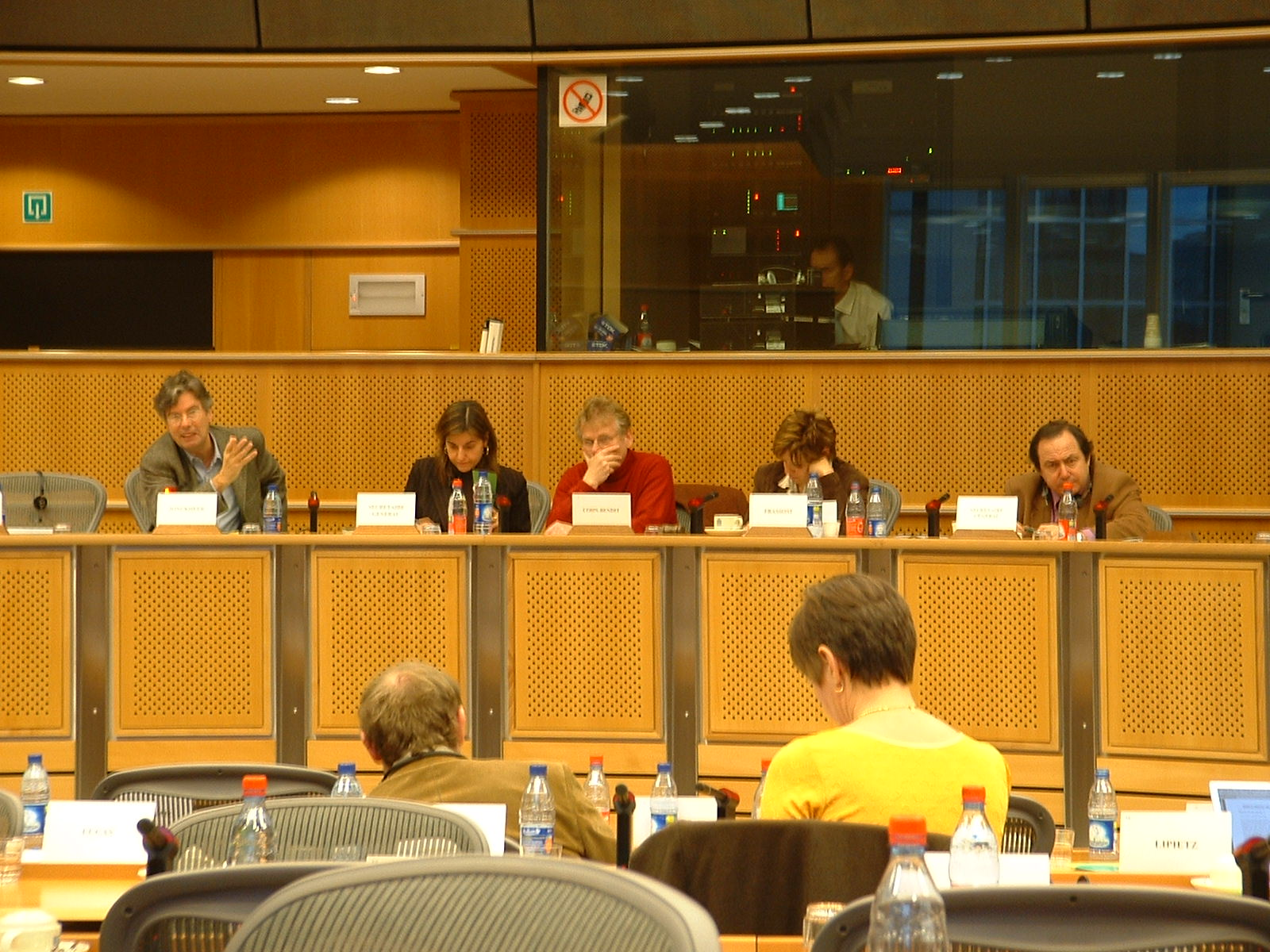
I parlamentet ingår EGP i G/EFA.

Det högsta organet inom Europeiska gröna partiet är dess kongress, som består av 400 representanter från medlemspartierna och gröna Europaparlamentariker. Antalet mandat som varje parti tilldelas baseras på resultatet i det senaste Europaparlamentsvalet eller i de senaste nationella parlamentsvalen. Varje medlemsparti har minst fyra mandat. Kongressen har sista ordet i frågor som rör exempelvis EGP:s politik.
Partiets råd består av representanter för dess Europaparlamentariker samt dess medlemspartier. Rådet ansvarar för de politiska frågorna mellan de tillfällen då kongressen sammanträder. Det beslutar också över frågor som rör organisationen, så som valet av kommittén och medlemskapsansökningar. Kommittén består av nio ledamöter, varav två partiledare, eller "språkrör". Kommittén ansvarar för partiets dagliga arbete.
Det finns också flera självständiga organisationer som är associerade med EGP. Den viktigaste är dess partigrupp i Europaparlamentet, Gruppen De gröna/Europeiska fria alliansen, där alla gröna Europaparlamentariker ingår.

## Medlemspartier
|  |     |  | Namn                                           | Land           | Mandat i Europeiska rådet | Mandat i Europeiska kommissionen | Mandat i Europaparlamentet |  |
|  | --- |  | ---------------------------------------------- | -------------- | ------------------------- | -------------------------------- | -------------------------- |  |
|  | EGP |  | Partia e Gjelber                               | Albanien       | 0                         | 0                                | 0                          |  |
|  | EGP |  | Ecolo                                          | Belgien        | 0                         | 0                                | 2                          |  |
|  | EGP |  | Grön                                           | Belgien        | 0                         | 0                                | 1                          |  |
|  | EGP |  | Gröna partiet i Bulgarien                      | Bulgarien      | 0                         | 0                                | 0                          |  |
|  | EGP |  | Kinima Oikologon Perivallontiston              | Cypern         | 0                         | 0                                | 0                          |  |
|  | EGP |  | Erakond Eestimaa Rohelised                     | Estland        | 0                         | 0                                | 0                          |  |
|  | EGP |  | Gröna förbundet                                | Finland        | 0                         | 0                                | 2                          |  |
|  | EGP |  | Europe Écologie                                | Frankrike      | 0                         | 0                                | 14                         |  |
|  | EGP |  | Sakartvelo's mtsvaneta partia                  | Georgien       | 0                         | 0                                | 0                          |  |
|  | EGP |  | Oikologoi Prasinoi                             | Grekland       | 0                         | 0                                | 1                          |  |
|  | EGP |  | Comhaontas Glas                                | Irland         | 0                         | 0                                | 0                          |  |
|  | EGP |  | Federazione dei Verdi                          | Italien        | 0                         | 0                                | 0                          |  |
|  | EGP |  | Latvijas Zaļā partija                          | Lettland       | 0                         | 0                                | 0                          |  |
|  | EGP |  | Déi Gréng                                      | Luxemburg      | 0                         | 0                                | 1                          |  |
|  | EGP |  | Alternattiva Demokratika                       | Malta          | 0                         | 0                                | 0                          |  |
|  | EGP |  | Partidul Ecologist din Moldova "Aliante Verde" | Moldavien      | 0                         | 0                                | 0                          |  |
|  | EGP |  | De Groenen                                     | Nederländerna  | 0                         | 0                                | 0                          |  |
|  | EGP |  | Grön vänster                                   | Nederländerna  | 0                         | 0                                | 3                          |  |
|  | EGP |  | Miljøpartiet De Grønne                         | Norge          | 0                         | 0                                | 0                          |  |
|  | EGP |  | Zieloni 2004                                   | Polen          | 0                         | 0                                | 0                          |  |
|  | EGP |  | Partido Ecologista "Os Verdes"                 | Portugal       | 0                         | 0                                | 0                          |  |
|  | EGP |  | Partidul Verde                                 | Rumänien       | 0                         | 0                                | 0                          |  |
|  | EGP |  | Zelyonaya Alternativa                          | Ryssland       | 0                         | 0                                | 0                          |  |
|  | EGP |  | Schweiz gröna parti                            | Schweiz        | 0                         | 0                                | 0                          |  |
|  | EGP |  | Strana zelených                                | Slovakien      | 0                         | 0                                | 0                          |  |
|  | EGP |  | Stranka mladih Slovenije                       | Slovenien      | 0                         | 0                                | 0                          |  |
|  | EGP |  | EQUO                                           | Spanien        | 0                         | 0                                | 0                          |  |
|  | EGP |  | Iniciativa per Catalunya Verds                 | Spanien        | 0                         | 0                                | 1                          |  |
|  | EGP |  | Green Party in Northern Ireland                | Storbritannien | 0                         | 0                                | 0                          |  |
|  | EGP |  | Green Party of England and Wales               | Storbritannien | 0                         | 0                                | 2                          |  |
|  | EGP |  | Scottish Green Party                           | Storbritannien | 0                         | 0                                | 0                          |  |
|  | EGP |  | Miljöpartiet                                   | Sverige        | 0                         | 0                                | 4                          |  |
|  | EGP |  | Strana zelených                                | Tjeckien       | 0                         | 0                                | 0                          |  |
|  | EGP |  | Allians 90/De gröna                            | Tyskland       | 0                         | 0                                | 14                         |  |
|  | EGP |  | Partija Zelenykh Ukrainy                       | Ukraina        | 0                         | 0                                | 0                          |  |
|  | EGP |  | Zöld Demokraták                                | Ungern         | 0                         | 0                                | 0                          |  |
|  | EGP |  | De gröna                                       | Österrike      | 0                         | 0                                | 2                          |  |
|  |     |  |                                                |                | 0                         | 0                                | 40                         |  |

|  |  |  | Namn                                  | Land         |   |   |   |  |
|  |  |  | ------------------------------------- | ------------ | - | - | - |  |
|  |  |  | Els Verds d'Andorra                   | Andorra      | 0 | 0 | 0 |  |
|  |  |  | Azərbaycan Yaşıllar Partiyasırnativet | Azerbajdzjan | 0 | 0 | 0 |  |
|  |  |  | Socialistisk Folkeparti               | Danmark      | 0 | 0 | 2 |  |
|  |  |  | Zelena lista                          | Kroatien     | 0 | 0 | 0 |  |
|  |  |  | Grönt Ryssland                        | Ryssland     | 0 | 0 | 0 |  |
|  |  |  | Zeleni                                | Serbien      | 0 | 0 | 0 |  |
|  |  |  | Yeşiller Partisi                      | Turkiet      | 0 | 0 | 0 |  |
|  |  |  | Bielaruskaja Partyja "Zialonye"       | Vitryssland  | 0 | 0 | 0 |  |
|  |  |  |                                       |              | 0 | 0 | 2 |  |

## Företrädare i Europeiska unionen

### Europeiska rådet
Europeiska gröna partiet saknar företrädare i Europeiska rådet.

### Europeiska kommissionen
Europeiska gröna partiet saknar företrädare i Europeiska kommissionen.

### Europaparlamentet

Parlamentets mandatfördelning
G/EFA:s andel mandat idag

I Europaparlamentet är EGP representerat genom Gruppen De gröna/Europeiska fria alliansen (G/EFA), som är en grupp bestående av EGP, Europeiska fria alliansen samt oberoende Europaparlamentariker som har valt att ansluta sig separat till gruppen. Gruppen är den fjärde största i parlamentet, med ett 50-tal ledamöter, varav de flesta tillhör EGP. Partiets representation är betydligt högre i parlamentet än i rådet och kommissionen, där partiet saknar ledamöter.
Gruppledarskapet för G/EFA delas mellan Philippe Lamberts, Belgien och Ska Keller, Tyskland.